# 구마모토시
구마모토시(일본어: 熊本市, 문화어: 구마모도시)는 일본 구마모토현 중부에 있는 시이자 현청 소재지이다.
구마모토현에서 가장 큰 도시이고 인구는 72만 명 정도로 규슈에서는 후쿠오카시, 기타큐슈시에 이어 3번째로 많은 인구이다. 규슈 관광의 중추로 구마모토성과 스이젠지조주엔 등 명소를 이용한 관광 시설 정비를 행하고 있다. 공업은 식료품(40%), 기계(2%), 섬유(8%), 목재 제품(8%) 등 도시형 공업 중심이다.
2012년 4월 1일에 일본의 20번째 정령지정도시로 승격되면서 주오구, 히가시구, 니시구, 미나미구, 기타구 등 5개 구가 설치되었다.

## 지리
후쿠오카시에서 남쪽으로 약 110km, 가고시마시에서 북쪽으로 약 180km 떨어져 있고 구마모토현 중앙부에서 약간 북쪽에 위치하고 있다.
옛 성시(조카마치)를 중심으로 시가지가 발전해 왔으며 구마모토성 동쪽에는 가미토리, 시모토리, 산로드 신시가로 불리는 아케이드 거리가 1km 이상에 걸쳐 늘어서 있고 그 주위에 중심 시가지가 형성되어 있다. 중심 번화가인 도리초스지·가라시마초 근처에는 시청, 일본우정 규슈 지사, 일본 최대 규모의 버스 터미널인 구마모토 교통센터, 2개의 백화점 등이 있다. 구마모토역은 중심가에서 남서쪽으로 2km 정도 떨어져 입지하고 있어 시영 노면전차나 노선버스로 이동할 수 있다.

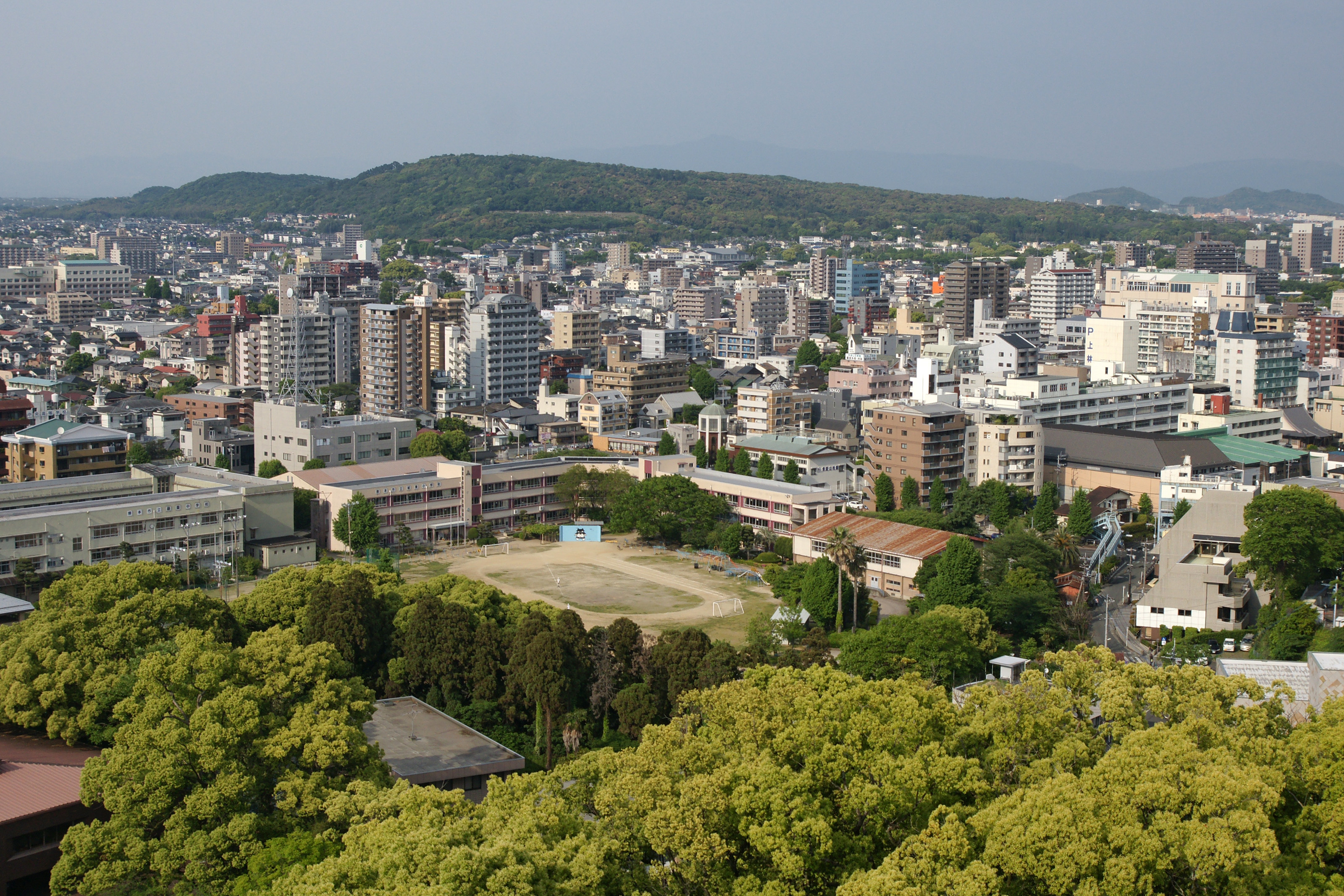
구마모토성에서 바라본 구마모토시의 전경

아소 외륜산으로 이어지는 시 북동부와 동부는 일부 기복이 있는 지형도 있지만 전체적으로는 아소산의 화산재로 이루어진 완만한 농지나 주택지에 적절한 구릉지이기 때문에 국도 제57호선을 따라 주택지가 펼쳐져 있다. 구마모토시의 인구는 중앙부와 함께 동부에 모여 있다.
시 남동부~남부는 구마모토 평야의 일부를 이루어 평탄한 풍경이 펼쳐진다. 시의 서쪽은 아리아케해(시마바라만)와 접한다. 시의 북서쪽에는 긴포산(665m)·니노다케(685m) 등이 우뚝 솟아 있고 그 동쪽 기슭에는 중심부로부터 뻗어 있는 주택지와 삼림이 뒤섞여 나쓰메 소세키의 "숲의 도시"라고 불린 풍치를 지금도 보이고 있다.

### 기후
연평균 기온은 대체로 16℃ 전후, 연 강수량은 대체로 약 1,500mm~2,000mm이다. 아리아케해와 접하지만 내륙성 기후로 사가와 함께 연교차가 크다. 특히 여름철은 저녁에 바람이 불지 않아 더위가 심하고 최고기온이 가고시마나 오키나와보다 높은 날도 적지 않다. 겨울철은 영하까지 내려가기도 하지만 눈이 내리는 날은 적다. 봄에는 벚꽃 개화 시기가 고치 등과 함께 일본에서 빠른 편이다.
| 구마모토시의 기후                                            | 구마모토시의 기후 | 구마모토시의 기후 | 구마모토시의 기후 | 구마모토시의 기후 | 구마모토시의 기후 | 구마모토시의 기후 | 구마모토시의 기후 | 구마모토시의 기후 | 구마모토시의 기후 | 구마모토시의 기후 | 구마모토시의 기후 | 구마모토시의 기후 | 구마모토시의 기후 |
| 월                                                           | 1월               | 2월               | 3월               | 4월               | 5월               | 6월               | 7월               | 8월               | 9월               | 10월              | 11월              | 12월              | 연간              |
| ------------------------------------------------------------ | ----------------- | ----------------- | ----------------- | ----------------- | ----------------- | ----------------- | ----------------- | ----------------- | ----------------- | ----------------- | ----------------- | ----------------- | ----------------- |
| 역대 최고 기온 °C (°F)                                       | 22.5 (72.5)       | 26.4 (79.5)       | 27.4 (81.3)       | 30.7 (87.3)       | 34.4 (93.9)       | 36.1 (97.0)       | 38.8 (101.8)      | 38.5 (101.3)      | 37.0 (98.6)       | 33.7 (92.7)       | 28.9 (84.0)       | 24.6 (76.3)       | 38.8 (101.8)      |
| 일평균 최고 기온 °C (°F)                                     | 10.7 (51.3)       | 12.4 (54.3)       | 16.1 (61.0)       | 21.4 (70.5)       | 26.0 (78.8)       | 28.1 (82.6)       | 31.8 (89.2)       | 33.3 (91.9)       | 30.1 (86.2)       | 25.0 (77.0)       | 18.8 (65.8)       | 12.9 (55.2)       | 22.2 (72.0)       |
| 일일 평균 기온 °C (°F)                                       | 6.0 (42.8)        | 7.4 (45.3)        | 10.9 (51.6)       | 15.8 (60.4)       | 20.5 (68.9)       | 23.7 (74.7)       | 27.5 (81.5)       | 28.4 (83.1)       | 25.2 (77.4)       | 19.6 (67.3)       | 13.5 (56.3)       | 8.0 (46.4)        | 17.2 (63.0)       |
| 일평균 최저 기온 °C (°F)                                     | 1.6 (34.9)        | 2.6 (36.7)        | 5.9 (42.6)        | 10.6 (51.1)       | 15.6 (60.1)       | 20.2 (68.4)       | 24.2 (75.6)       | 24.8 (76.6)       | 21.2 (70.2)       | 14.9 (58.8)       | 8.8 (47.8)        | 3.4 (38.1)        | 12.8 (55.0)       |
| 역대 최저 기온 °C (°F)                                       | −9.2 (15.4)       | −9.2 (15.4)       | −6.9 (19.6)       | −2.5 (27.5)       | 1.3 (34.3)        | 7.1 (44.8)        | 14.3 (57.7)       | 15.3 (59.5)       | 6.7 (44.1)        | 0.5 (32.9)        | −3.8 (25.2)       | −7.9 (17.8)       | −9.2 (15.4)       |
| 평균 강수량 mm (인치)                                        | 57.2 (2.25)       | 83.2 (3.28)       | 124.8 (4.91)      | 144.9 (5.70)      | 160.9 (6.33)      | 448.5 (17.66)     | 386.8 (15.23)     | 195.4 (7.69)      | 172.6 (6.80)      | 87.1 (3.43)       | 84.4 (3.32)       | 61.2 (2.41)       | 2,007 (79.02)     |
| 평균 강설량 cm (인치)                                        | 1 (0.4)           | 0 (0)             | 0 (0)             | 0 (0)             | 0 (0)             | 0 (0)             | 0 (0)             | 0 (0)             | 0 (0)             | 0 (0)             | 0 (0)             | 0 (0)             | 1 (0.4)           |
| 평균 강수일수 (≥ 0.5 mm)                                     | 8.1               | 9.0               | 11.4              | 10.7              | 10.4              | 15.2              | 13.3              | 11.3              | 10.4              | 7.2               | 8.3               | 8.3               | 123.5             |
| 평균 강설일수                                                | 6.6               | 4.4               | 1.6               | 0.0               | 0.0               | 0.0               | 0.0               | 0.0               | 0.0               | 0.0               | 0.0               | 5.0               | 17.7              |
| 평균 상대 습도 (%)                                           | 70                | 67                | 66                | 65                | 67                | 76                | 76                | 72                | 71                | 69                | 72                | 71                | 70                |
| 평균 월간 일조시간                                           | 133.0             | 141.1             | 169.6             | 184.0             | 194.3             | 130.8             | 176.7             | 206.0             | 176.4             | 187.1             | 153.7             | 143.4             | 1,996.1           |
| 출처: 일본 기상청 (평년값: 1991년~2020년, 극값: 1890년~현재) |                   |                   |                   |                   |                   |                   |                   |                   |                   |                   |                   |                   |                   |

### 인접한 자치체
- 다마나시
- 우토시
- 고시시
- 가미마시키군 가시마정, 마시키정
- 시모마시키군 조난정
- 기쿠치군 기쿠요정
- 가모토군 우에키정
- 다마나군 교쿠토정

## 역사

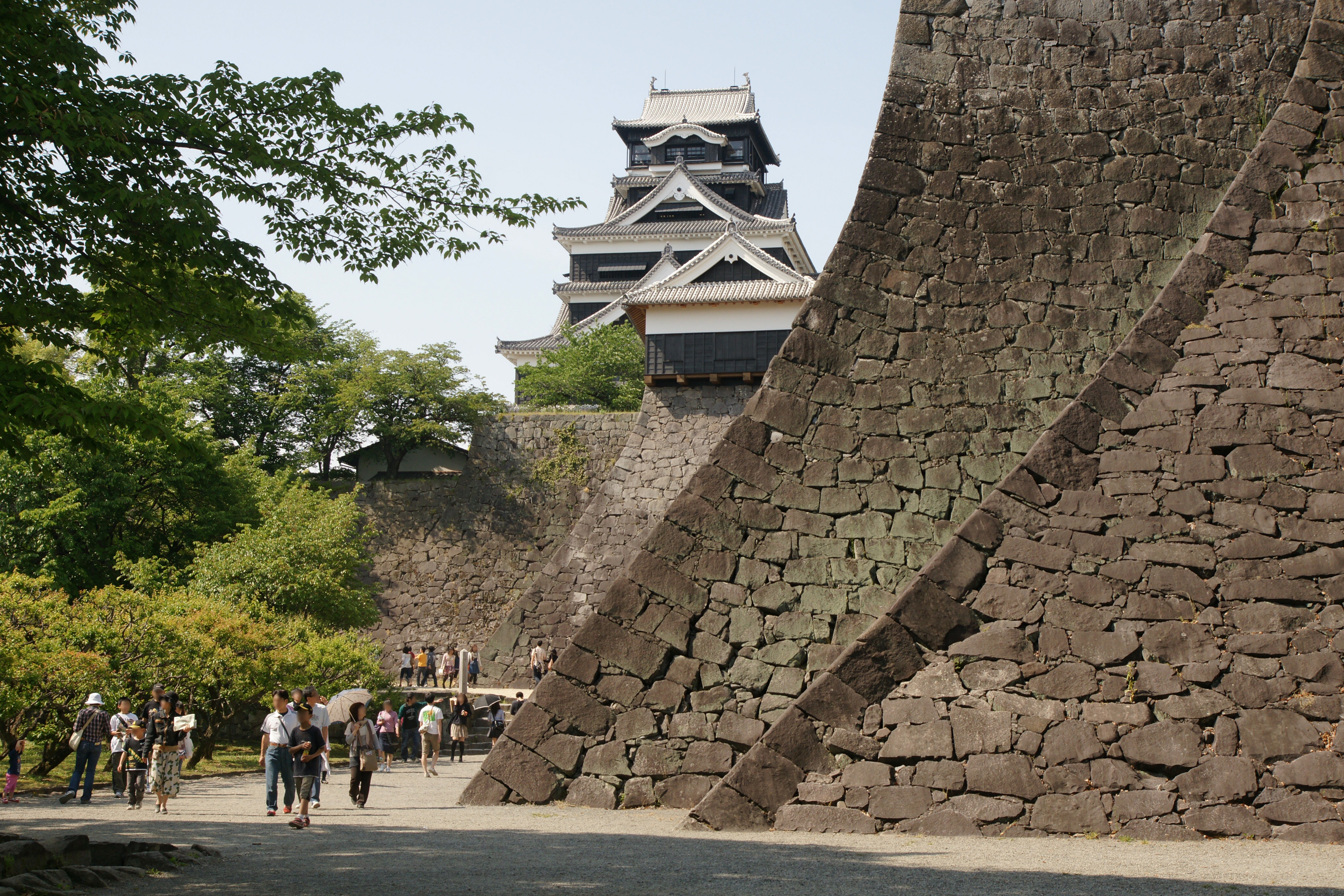
구마모토성

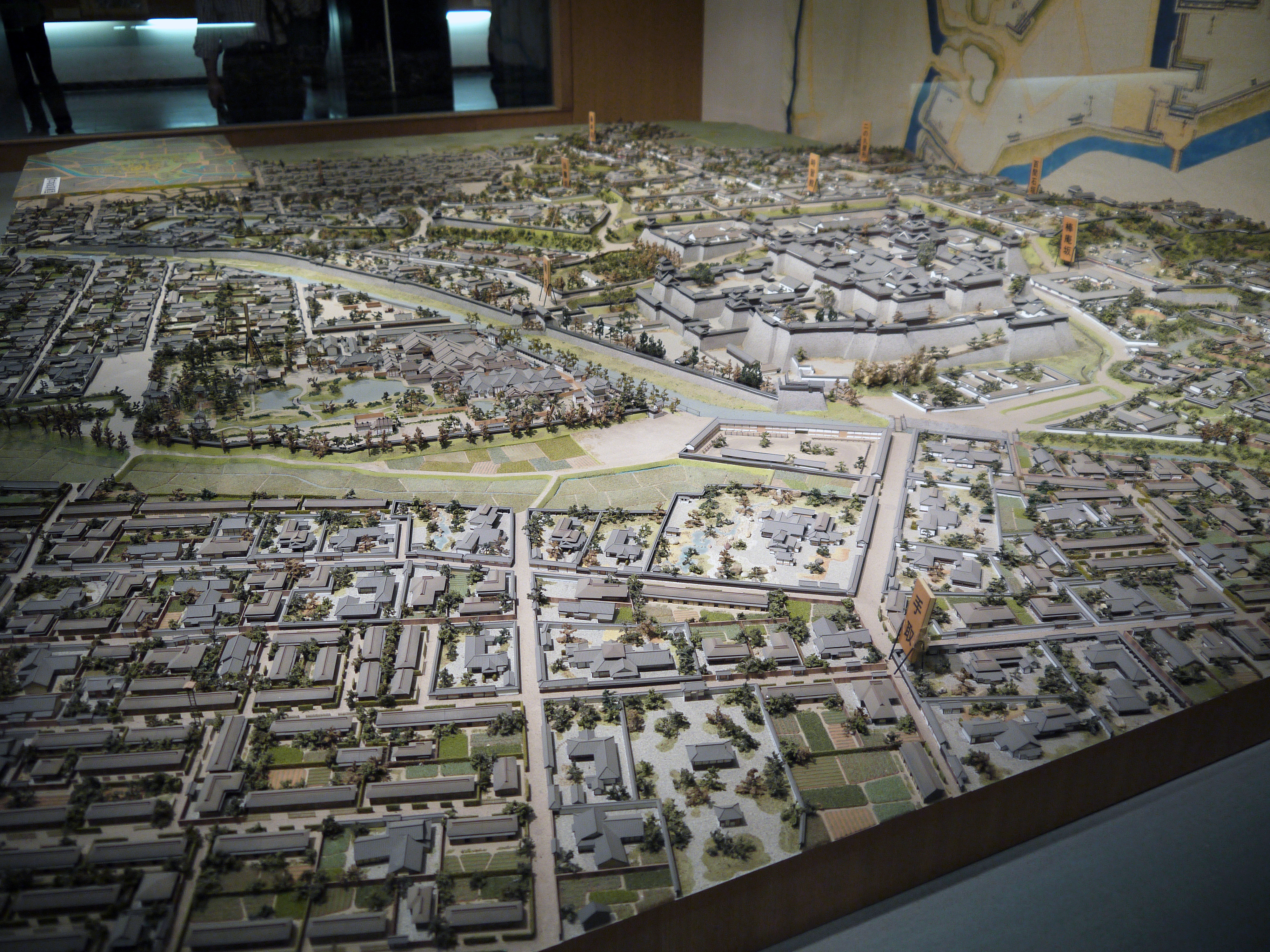
에도 시대의 구마모토(모형)

### 시의 역사
비옥한 토양과 아리아케 해산물 등으로 가꾸어진 구마모토시는 고대 거주지의 흔적이 남아 있으며 구석기 시대부터 고훈 시대까지 많은 유적(조개무덤, 무덤 등)이 도시 곳곳에서 확인된다.
율령제 하에서는 일반적으로 히고국 사다타군, 지쿠마군에 해당한다. 8세기에는 미즈매지 근처 모래사장에 히고국사(고쿠분지사와 고쿠분이사)가 설치되었다. 이후 헤이안 시대 중엽까지 조난의 마시키 도청을 거쳐 후타키로 도청이 이전했지만 모두 구마모토시로 이전했다. 8세기 구마모토현에서 가장 오래된 사찰인 미소텐진지가 9세기 산사로 이케가미초에, 10세기 후지사키 하치만구 신사가 세워졌다.

### 고대
풍부한 토양과 아리아케 해산물로 육성된 구마모토시 지구는 옛날부터의 거주 흔적이 있고 구석기 시대부터 고훈 시대에 걸친 유적(패총, 고분 등도 포함)이 시내 각지에서 다수 확인되고 있다.
율령제 하에서는 대체로 히고국 아키타군·다쿠마군의 구역에 해당한다. 8세기 스이젠지조주엔(水前寺成趣園) 옆의 스나토리(砂取園)에 히고국의 고쿠마고쿠부(玉麻国府)가 설치되었고, 그 근처에 고쿠분지(国分寺) 고쿠분니지(国分尼寺)도 설치되었다고 한다. 이후 고쿠후는 조난의 마시키 고쿠후를 거쳐 헤이안 시대 중기까지 니혼기(아키타 고쿠후)로 이전했지만 모두 현재의 구마모토 내에서의 이전이므로 적어도 나라·헤이안 시대의 시점에서 구마모토시 지구가 히고국의 중심으로 기능하고 있었음을 알 수 있다. 또 신화 시대부터 역사로 여겨지는 겐군 신사를 비롯해 8세기에는 조난에 구마모토현 내에서 가장 오래된 사원으로 여겨지는 진내폐사(陳內幣寺)와 된장의 신으로 유명한 미소텐진(みそ天神)이, 9세기에는 이케가미초에 산악 사원으로 이케베지(池邊寺)가, 10세기에는 현재의 후지사키다이 현영 야구장 위치에 후지사키야바궁(藤崎八バ宮)이 각각 설치되었고 같은 무렵에는 기타오카 신사도 창건되었다.
고대 관도(역로)도 구마모토시를 종단하여 다자이후에서 남하해 온 사이카이도의 연장으로 다테타야마 서쪽에서 코카이를 통해 다쿠마노쿠니후로, 다시 조난 방면으로 나아가고 있었다. 율령 정치의 붕괴와 함께 일시적으로 히고국의 중심지 기능은 잃었지만, 니혼기는 그 후에도 지역의 큰 마을이라는 점에서 계속해서 고쿠후(国府)라고 불리게 된다. 이후 구마모토시 북부에는 기진형 장원으로 유명한 가시코기장이 들어선다.

### 중세
센고쿠 시대에는 수십 명이 히고국을 점령했지만 아즈치모모야마 시대에는 도요토미의 규슈 헤이세이 히데요시가 히고 49만 석의 사사를 막고 구마모토성에 입성했다. 그러나 실정으로 히고의 국난이 일어나자 이듬해 다시 조직되었고, 가토 기요마사는 히고 북반부에서 24만 석을 봉쇄하고 구마모토성을 거처로 삼아 통치하기 시작했다. 폐지를 개선하고 생산성을 향상시키기 위해 산 관리, 홍수 관리, 간척을 통해 토지를 적극적으로 개발하였다.

### 근대
에도 시대
가토 기요마사의 입성과 임진왜란
도요토미 히데요시와 동시대 인물인 가토 기요마사가 1588년에 히고국에 입봉하였고 1607년에 구마모토성을 세웠다. 많은 혁신적인 방어 설계 덕분에 구마모토성은 난공불락(難攻不落)으로 여겨졌고 기요마사는 일본 역사에서 가장 정교한 성을 세운 사람 중 하나라는 명성을 얻었다.
구마모토와 울산(한국)
구마모토의 성주였던 가토 기요마사는 임진왜란과 정유재란 때 주로 울산 지역에 주둔하였다. 가토는 울산성(오늘날 학성공원)에서 조명 연합군의 공격을 받아 구사일생으로 살아나 태화강 하구를 통해 일본으로 달아났다. 가토는 한국에서 가장 규모가 큰 왜성인 울산 서생포왜성을 울산의 조선인들을 동원하여 쌓았고, 많은 울산 사람들을 강제로 구마모토로 끌고 가 살게 했다. 오늘날 구마모토 중심가에 '울산마치역'이 있는데 '울산마치역(蔚山町駅)' 소개문에는 역의 이름이 '조선의 울산'에서 유래하였다고 쓰여 있다. 울산마치역 인근에는 가토 기요마사가 끌고 온 울산 사람들이 살았다고 알려져 있다. 구마모토에서는 '울산 간장'이라는 이름의 간장도 특산품으로 생산한다. 구마모토에는 가토가 왜성을 쌓았던 울산의 지명(서생면)과 동일한 서생(西生, 일본어 발음으로 '니시오')이라는 성을 가진 사람들이 있는데 이들은 임진왜란 당시 구마모토로 끌려간 조선인의 후손이라고 알려진다. 구마모토의 명소이자 일본 2대 성으로 꼽히는 구마모토성은 가토 기요마사가 울산 서생포왜성을 축성한 경험을 바탕으로 쌓았다고 알려져 있으며 실제로 구조와 축성법에서 두 성은 매우 유사하다. 이러한 역사적 배경으로 구마모토와 울산 두 도시는 2010년 4월 26일 우호협력도시 체결을 맺으면서 과거의 앙숙 관계를 넘어 교류를 확대하고 있다.
가토 기요마사는 1607년에 구마모토성을 축성하고 지역 이름의 한자 표기를 '隈本'에서 '熊本'로 바꾸었다. 현대적인 성곽 마을로 번창하기 위해서다. 가토씨는 기요마사의 아들인 다다히로 대에 단절되었고, 1632년 이후 호소카와 씨의 성읍으로 발전하여 오구라번에서 구마모토번의 영주가 되었다.
가토 기요마사가 히고국에 입성하면서 성곽의 정비가 시작되었다. 우선 쓰보이강의 치수에 신경을 쓰면서 홍수 피해를 수습하고 내해자로 활용했으며, 옛 지방 상가의 일부를 성 남쪽(현재의 구레후쿠초 주변)으로 옮겼다. 이후 성 서쪽에는 마을 사람들과 장인들의 마을이 확장되었고, 서쪽에는 전통적인 마을 사람들과 장인들의 마을이 있었다. 구마모토 성곽은 마을마다 한 개의 절이 바둑판 모양으로 나뉘어 세워졌고 지금도 마을 건설이 진행되고 있는 것이 특징이다. 유사시 수비의 관점에서 간과할 수 없는 형태가 됐다. 메이지 시대부터 쇼와 시대 초까지 후루마치 지역은 구마모토의 번화가 중 하나였다.
한편 야마자키성에서 다카다하라성(지금의 구마모토시 중심부)과 쓰보이성 북쪽 고원(교마치)은 기요마사가 고니시 유키나가와 야나가와번의 가신을 점거한 정이다. 그 중 원로 사무라이들이 성(니노마루), 우치쓰보이, 야마자키에 정착했고, 하급 사무라이들은 테토리, 센반바타, 다카다하라 지역에 살았다고 전해진다.
1601년 나가로쿠바시 다리(교명: 1601년 = 게이초 6년)가 세워졌고, 에도 시대 말기에는 안세이 다리 건너편 둑에 새로운 사무라이 거류지가 건설되었다. 이 지역은 현재 구마모토시의 모습을 보여준다.
교외에서 가와시리는 사쓰마 가도의 여관촌과 그린 리버 수계의 물류 중심지로 번창했다. 본부는 정무관청, 세관, 군항 등의 설치와 더불어 사쓰마번의 성지순례로로도 설치되었다. 이나리 신사의 소재지로 발전한 다카하시가 쓰보이강이 이전된 후 구마모토 해외 항구로 번성했다. 가와시리정, 다카하시정, 구마모토정, 다카세정, 야쓰시로정과 함께 히고국의 5정 중 하나이다.
겐로쿠 시대에 도요마에와 가이도 미이케의 교차점에 아지토리 신마치라는 여관촌이 건설되었지만 이후 우에키의 중심 상가가 되었다. 순례길로 조성된 분고 가도에는 검은머리와 리키 1개를 마을나무로 심었고 류타에는 리키 2개를 심었으며, 이는 버스 정류장 이름(기쿠요초 산리키)에 남아 있다. 니리키의 바로 동쪽에는 17세기 중반에 호소카와번으로 초청된 미야모토 무사시의 유적이 있는 무사시즈카가 있다. 17세기 후반에는 기야마 동쪽 길목에 복숭아산식 정원인 미즈매지 세이수원이 조성되었다.
1611년에 기요마사가 사망한 후에 그의 아들인 가토 다다히로가 뒤를 이었으나 1632년에 영지를 몰수당하고 호소카와씨로 대체되었다.

### 현대
2차 대전 이후 ~ 현재
제2차 세계 대전 당시인 1945년 7월 구마모토시는 연합군의 폭격으로 잿더미가 되었고, 1953년 6월과 1957년 7월 구마모토시의 저지대가 심하게 훼손되어 동쪽 언덕에 새로운 주택지가 건설되었다.
미즈마에지, 이즈미 등 교외 주택가와 구마모토 상업대학, 구마모토 여자대학(이후에는 현립 극장인 쓰키데로 이전), 구마모토 라디오 공업고등학교(1973년 구마모토시로 이전) 등이 있다.
또 전쟁 당시 비행장과 미쓰비시 공장이 들어섰던 겐군초 주변에는 자위대와 관공서, 대규모 공공주택단지, 학교 등이 들어서면서 인구가 급증했다. 또한 노면전차의 종착역으로서 쇼핑가와 유흥가를 형성하고 구마모토 동부의 주요 거점으로 성장했다.
1970년대에 현청이 스이젠지 일대로 이전하고 나가미네의 구마모토 공항이 다카유바라로 이전한 이후 주거지가 나가미네, 무사시가오카, 구산으로 확장되었다. 특히 1971년부터 1972년까지 개축된 구마모토히가시 우회도로(진수 북쪽)는 이들 주택가의 중요한 교통로가 됐고, 들판과 임야가 점유한 구릉은 순식간에 택지로 전환됐다.
1960년대에는 국도 3호선인 시미즈 우회도로, 가와시리 우회도로가 개통되었다. 1971년 규슈 자동차도에 구마모토 IC가 설치되면서 도시 주변의 도로 교통망이 구축되었지만, 한편으로는 구마노부 철도가 폐지되고 전차 노선이 축소되었다. 1969년에는 철도 교통의 집결지로 구마모토 교통센터가 설치되었다. 1980년대 이후 해변선 우회, 제2공항선 등 주요 도로망이 잘 정비됐지만 교통 혼잡과 도로 여건 악화로 철도·노면전차 재건설 추진 동력이 높아지고 있다.
쓰루야 백화점과 다이요 백화점(2014년 5월 폐점), 이와타야 이세탄(이후 현민백화점, 2015년 2월 폐점)과 슈퍼마켓의 상업 지도는 크게 바뀌었다. 또한 쓰루야와 바다가 시장에 진입한 후 구마모토 중심가가 번화한 지역으로 자리잡았다.
전쟁 후 군사 자본은 줄었지만 인구는 계속 증가(1977년 인구 50만 명 돌파)해 구마모토현의 행정·상업·관광 도시로 순조롭게 발전했다. 그러나 1963년과 1972년에 기타큐슈시와 후쿠오카시가 내각령에 의해 정령지정도시로 지정되자 구마모토는 상대적으로 쇠퇴하였다. 다만 규슈를 관할하는 국가기관(주로 전쟁 전에 설립된 기관) 중 일부가 여전히 구마모토시에 있어 규슈의 주요 거점도시 역할은 계속되고 있다.
일본 총리였던 호소카와 모리히로는 구마모토 호소카와씨의 직계 자손이었고, 총리가 되기 전에는 구마모토현지사를 역임하기도 했다. 또 한 명의 유명한 정치인으로 페루의 전직 대통령인 알베르토 후지모리 또한 구마모토에 뿌리를 두고 있다. 후지모리의 아버지는 20세기 초에 구마모토에서 페루로 이주했다.
- 1889년 4월 1일 - 구마모토시가 성립하였다.
- 1891년 7월 1일 - 구마모토역이 개업하였다.
- 1921년 6월 1일 - 호타쿠군 내의 11개 정촌을 편입하였다.
- 1933년 - 구마모토시의 인구가 후쿠오카시에 추월당해 규슈 최대도시의 자리를 빼앗겼다.
- 1945년 7월 1일 - 구마모토 대공습으로 사망자 469명, 부상자 552명이 발생하고 가옥 약 11,000호가 소실되었다.
- 1960년 - 구마모토 공항이 개항하였다(현재는 마시키정으로 이전).
- 1971년 6월 30일 - 규슈 자동차도가 개통하였다.
- 1991년 2월 1일 - 호타쿠군 호쿠부정, 가와치정, 아키타정, 덴메이정 등 4개 정이 편입되었다.(호타쿠군 소멸)
- 1996년 4월 1일 - 중핵시로 지정되었다.
- 2008년 10월 6일 - 도미아이정이 편입되었다.
- 2010년 3월 23일 - 조난정, 우에키정을 편입하여 인구가 70만 명을 돌파하였다.
- 2011년
  - 3월 5일 - 사쿠라노바바 성채원이 구마모토 성내에서 개업하였다.
  - 3월 12일 - 규슈 신칸센 전 노선이 개업하였다.
  - 6월 4일 - 일본 최초, 아시아 최초의 공정무역 타운으로 인정되었다.
- 2012년
  - 4월 1일 - 정령지정도시로 지정되었다.
  - 7월 12일 - 규슈 북부 호우로 시라카와 유역 지역이 큰 피해를 받았다.
- 2013년
  - 3월 22일 - 일본 국내에서는 최초로 유엔의 「생명의 물」 최우수상을 수상하였다.
- 2015년
  - 2월 28일 - 사쿠라초 재개발로 현민 백화점이 폐점하였다.
  - 3월 31일 - 구마모토 시영 버스가 폐지되어 전 노선이 구마모토 도시버스로 이관되었다.
  - 3월 31일 - 사쿠라초 재개발로 구마모토 교통센터 플라자와 인접한 볼링장이 폐관하였다.
  - 9월 30일 - 구마모토 교통센터의 터미널 빌딩이 폐쇄되었다.
- 2016년 4월 14일 - 구마모토 지진이 발생하였다.

## 인구
| 연도 | 인구    | ±%     |
| ---- | ------- | ------ |
| 1920 | 267,466 | —      |
| 1925 | 290,729 | +8.7%  |
| 1930 | 312,013 | +7.3%  |
| 1935 | 329,225 | +5.5%  |
| 1940 | 321,622 | −2.3%  |
| 1945 | 389,649 | +21.2% |
| 1950 | 413,497 | +6.1%  |
| 1955 | 454,514 | +9.9%  |
| 1960 | 474,859 | +4.5%  |
| 1965 | 502,463 | +5.8%  |
| 1970 | 534,228 | +6.3%  |

| 연도 | 인구    | ±%    |
| ---- | ------- | ----- |
| 1975 | 574,299 | +7.5% |
| 1980 | 619,236 | +7.8% |
| 1985 | 654,348 | +5.7% |
| 1990 | 680,765 | +4.0% |
| 1995 | 708,097 | +4.0% |
| 2000 | 720,816 | +1.8% |
| 2005 | 727,978 | +1.0% |
| 2010 | 734,294 | +0.9% |
| 2015 | 740,822 | +0.9% |
| 2020 | 738,865 | −0.3% |

## 교육
- 구마모토 대학
- 구마모토 현립 대학

## 스포츠
- J리그 디비전 2 소속의 로아소 구마모토 축구단이 있다.

## 교통

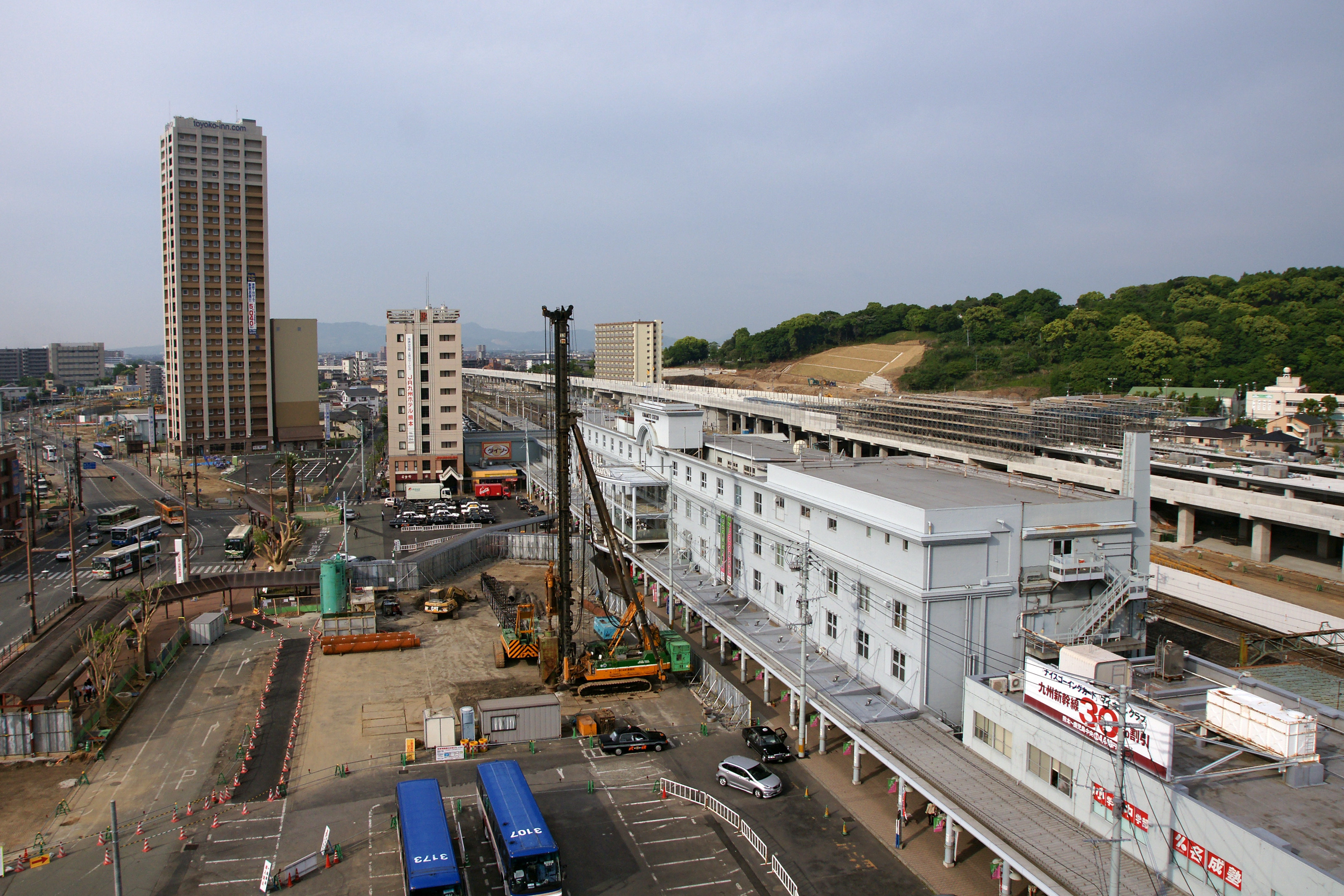
구마모토역

### 철도
- 규슈 여객철도
  - 가고시마 본선
  - 호히 본선

- 구마모토 전기철도
  - 후지사키선
  - 기쿠치선

- 구마모토시 교통국
  - 시영 노면전차

### 도로
- 규슈 자동차도
- 국도 3호선
- 국도 57호선
- 국도 208호선
- 국도 218호선
- 국도 219호선
- 국도 266호선
- 국도 387호선
- 국도 443호선
- 국도 445호선
- 국도 501호선

## 자매 도시
- 대한민국 울산광역시
- 독일 바덴뷔르템베르크주 하이델베르크
- 미국 텍사스주 샌안토니오
- 중국 광시 좡족 자치구 구이린시
- 일본 후쿠이현 후쿠이시